# Иосиф II
Ио́сиф II Га́бсбург-Лотари́нгский (нем. Joseph II von Habsburg-Lothringen; 13 марта 1741, Вена — 20 февраля 1790, Вена) — король Германии с 27 марта 1764 года, император Священной Римской империи германской нации с 18 августа 1765 года вплоть до своей смерти 20 февраля 1790 года. Старший сын Марии Терезии, до конца ноября 1780 года был её соправителем; после смерти матери 29 ноября 1780 года унаследовал от неё владения Габсбургов — эрцгерцогство Австрийское, королевства Богемское и Венгерское. Выдающийся государственный деятель, реформатор, яркий представитель эпохи просвещённого абсолютизма.

## Соправитель матери
После смерти отца, Франца I Лотаринского, избранный королём, он был приобщён матерью к управлению Габсбургскими австрийскими владениями. Эпоха их совместного управления ознаменовалась широкой преобразовательной деятельностью, так как необходимость реформ наглядно обнаружилась во время Семилетней войны, поставившей Австрию на край гибели, а из-за границы проникали просветительные идеи французской философии XVIII века.
Партия «просвещения» всё более брала верх в литературе и даже в правительственных кругах Австрии, несмотря на консервативные наклонности императрицы, и наконец во главе сторонников новизны выступил Иосиф, при участии которого правительство Марии Терезии облегчило положение крестьян, укрепило государственную власть, в ущерб клерикальным и феодальным элементам, упразднило орден иезуитов и отменило пытки. Тем не менее, политика Марии Терезии, полная компромиссов, не могла удовлетворить её сына. Несмотря на горячую любовь к матери, Иосиф провёл лучшие годы жизни в глухой борьбе с ней, иногда значительно обострявшейся (например, по вопросу о веротерпимости).

## Самостоятельное правление. Просвещённый абсолютизм Иосифа
Только после смерти матери, с 1780 года, у Иосифа были вполне развязаны руки для выполнения широких преобразовательных замыслов. Программа Иосифа II была последовательным выражением системы просвещённого абсолютизма. Современник коронованных философов, Фридриха II Прусского и Екатерины II, Иосиф был одним из самых деятельных людей своего времени, который, не щадя ни себя, ни других, совершенно изнурил себя работой. Его бесчисленные путешествия были не триумфальными прогулками, а тяжёлым трудом добросовестного ревизора. Входя во всё самолично, он искренне верил в своё призвание вывести Австрию из отсталого состояния путём реформ, идущих сверху. Для этого нужно было, как он считал, прежде всего, усиление государственной власти, причём Иосиф следовал старой австрийской традиции укрепления внешнего и внутреннего могущества государства, бюрократической централизации, объединения разноплемённого состава монархии, попрания средневековых феодальных вольностей и подчинения церкви государству. Однако, с целью ограничения произвола, он допустил гласное обсуждение в печати политики правительства и открытую критику решений государственных лиц, включая самого монарха (закон о печати 11 июня 1781 года).
Человеколюбивая деятельность его простиралась на всех обездоленных, начиная с притеснённого крестьянства, и кончая сиротами, больными, глухонемыми, незаконнорождёнными. Тем не менее, Иосиф был совершенно чужд сентиментальному и несколько отвлечённому благодушию чувствительного XVIII века. При малейшем сопротивлении он проявлял большую жестокость; во внешней политике он руководствовался только интересами и нуждами своего государства. В этом смысле он влиял на дипломатию Марии Терезии и несёт ответственность за роль Австрии в первом разделе Польши. Похвалы со стороны популярных писателей он не искал; во время наделавшего много шума путешествия во Францию (1777) свидание его с Вольтером не состоялось по его собственной воле.
В своё десятилетнее царствование в Габсбургской монархии (1780—1790) он провёл целый ряд реформ, главная из которых — освобождение крестьян от крепостной зависимости, наделение их землёй. Наиболее глубоко и последовательно реформы Иосифа II затронули судопроизводство («Иосифовский законник»). Однако он же ликвидировал автономию земель и провинций империи Габсбургов, поощрял германскую колонизацию Венгрии, Трансильвании, Галиции.
Также в период его правления немецкий язык был распространён на всю территорию Священной Римской империи, что затронуло интересы автономной Венгрии.

## Религиозная политика
В 1781 году он издал знаменитый указ 13 октября о веротерпимости и упразднил те монастыри и духовные ордена, которые не способствуют делу народного просвещения или призрения больных (20 декабря). На территории одних только Чехии и Моравии в результате религиозной реформы Иосифа II в 1782—1785 годах было закрыто более 100 монастырей.
Церковь была поставлена в тесную зависимость от государства и связь её с римской курией значительно ограничена. Народное образование поставлено под надзор государства, причём начальное обучение стало предметом особой заботливости. Католическая церковь осталась государственной, но лютеране, кальвинисты и православные были уравнены в правах с католиками, а иудеи получили различные послабления. С 1782 года отступление от католицизма перестало считаться преступлением, но свободу совести правительство не решилось вводить в консервативной стране: право выбора вероисповедания было ограничено сроками и иными препятствиями, а к сектантам продолжали применяться различные репрессии.
Как пример отношения императора к религиозным течениям находившимся вне лона католической церкви можно привести историю с абрамитами, насильственное обращение которых в католицизм было при нём прекращено.

## Крестьянская реформа
С другим наследием средних веков — феодализмом — разгорелась столь же упорная борьба. Уничтожая привилегии магнатов и устанавливая равенство всех граждан перед законом, Иосиф признавал дворянство лишь как служилое сословие и допускал приток разночинцев в ряды чиновничества. Иосиф отменил крепостное право в Богемии (1 ноября 1781 года), а затем и в других провинциях, причём поощрял выкуп крестьянских наделов. Заботясь о подъёме благосостояния сельского населения, он собирался установить равномерное поземельное обложение, возвещённое патентом 20 апреля 1786 года, но ему не суждено было осуществить этого намерения.
Его политика возбудила всеобщее недовольство и разбилась о встреченное сопротивление. Высшая аристократия и католическое духовенство всячески тормозили дело реформ, и хотя папа Пий VI напрасно совершил путешествие в Вену, в надежде охладить новаторский пыл императора, ежедневное противодействие церкви не оставалось без результатов. Все слои общества тяготились настойчивой, суровой и подчас бестактной регламентацией, манией бюрократического вмешательства во все проявления жизни, начиная с богослужения и похорон и кончая ношением корсетов. Особенно затруднительно было положение Иосифа, когда обнаруживалось нетерпение тех именно общественных элементов, в пользу которых он боролся с реакцией, например, когда возмутились валашские крестьяне Трансильвании (1784). Причины неудачи Иосифа следует искать в попытке круто и бесповоротно завершить традиционную политику Габсбургов, заключающуюся в централизации, введении немецкого языка, уничтожении провинциальных вольностей, замене обломков сословно-представительного строя венской бюрократией.

## Внешняя политика
Иосиф не мог сосредоточить все своё внимание на внутренних делах, так как постоянно впутывался в международные осложнения. Носясь с планами земельных приобретений, он не давал покоя соседям, главным образом — старому сопернику Австрии, прусскому королю. Особые выгоды представляло для Австрии присоединение Баварии, которое обеспечило бы за ней преобладание в Германской империи. После неудачной попытки в этом смысле при Марии Терезии (см.: Война за баварское наследство), Иосиф, во 2-й половине 1780-х годов, надеялся достигнуть цели путём уступки австрийских Нидерландов; но его захваты и бесцеремонное обращение с мелкими владетелями сплотили против него союз германских князей (Fürstenbund), с Фридрихом II во главе, так что пришлось отказаться от задуманного предприятия. Столь же неудачно было столкновение Иосифа с Голландией, из-за судоходства по реке Шельде.
Противостоя Пруссии и Турции, Австрия поддерживала оборонительный союз с Францией и была дружественна России, хотя и пыталась вывести Дунайские княжества из-под российского влияния.

## Неудачная война и смерть
Иосиф, личный друг и ревностный союзник Екатерины II, многого ожидал от союза с Россией, рассчитывая на раздел Турции. Когда началась русско-турецкая война (1787—1792), Иосиф, надеясь славой побед восстановить свой пошатнувшийся авторитет, не ограничился вспомогательной ролью союзника России, а, начав австро-турецкую войну (1787—1791), двинул все свои силы против турок и сам стал во главе войска. Это роковое для него решение было плодом любви к военному делу, представлявшей, вместе с увлечением внешней политикой, основное противоречие в личности неутомимого реформатора. Поначалу австрийские силы одерживали победы: фельдмаршалу Эрнсту Гидеону Лаудону удалось изгнать турок из Баната и овладеть Белградом, а принц Кобургский занял Валахию и вступил в Бухарест. Однако вскоре военные неудачи и смертельная лихорадка, усугубившая туберкулёз, схваченная в походе, принудили его вернуться в Вену.
Во время своего второго путешествия в Россию под именем графа Фалькенштейна, Иосиф II был застигнут врасплох известием о начавшихся параллельно с событиями зарождавшейся Великой французской революции волнениях в Бельгии. Переросшие затем в Брабантскую революцию, эти волнения вызваны были реформами Иосифа II, противоречившими религиозным убеждениям народа и направленными на отмену исторических вольностей (включая хартию Joyeuse entrée) и полнейшую ломку учреждений в крае, который ещё недавно предполагалось обменять, как вещь, на другую страну. Феодалы и клерикалы нашли опору в демократических элементах, и ни военная сила, ни проповедь послушания со стороны папы, ни торжественные уступки правительства не предотвратили полного отложения Бельгии. 26 октября 1789 года австрийская армия ушла из восставшего Брюсселя. Образовалось независимое государство Бельгийские соединённые штаты, которое поддержала Франция.
По тем же причинам и в то же самое время дела принимали зловещий оборот и в Венгрии, где объединительная политика Иосифа попирала исторические вольности, круто и насильственно вводила немецкий язык, а магнаты были испуганы спешными приготовлениями к введению поземельного налога на началах физиократии.
Император, видя безвыходность своего положения, отменил все сделанные им распоряжения, кроме крестьянской реформы и закона о веротерпимости. На смертном одре, несмотря на тяжкие страдания, император Иосиф продолжал заниматься государственными делами до последнего дня и умер 20 февраля 1790 года с большим достоинством и твёрдостью.
Иосиф II на момент смерти не имел прямых наследников, поэтому преемником его стал младший брат Леопольд II, а после короткого царствования последнего — племянник, Франц II.

## Награды
- Орден Золотого руна (гроссмейстер с 1780 года)
- Военный орден Марии Терезии (гроссмейстер с 1780 года)
- Королевский венгерский орден Святого Стефана (кавалер Большого креста с 1764 года, гроссмейстер с 1780 года)[8].

## Образ в кино
- «Амадей» (1984), роль императора исполнил американский актёр Джеффри Джонс